# 2025 год в шахматах

## Турниры

### Личные
| # | Турнир                                    | Место                  | Дата                  | Участники | 1                      | 2                | 3                     | Примечание |
| - | ----------------------------------------- | ---------------------- | --------------------- | --------- | ---------------------- | ---------------- | --------------------- | ---------- |
| 1 | Tata Steel Masters 2025                   | Нидерланды, Вейк-ан-Зе | 17 января — 2 февраля | 14 (10)   | Рамешбабу Прагнанандха | Гукеш Доммараджу | Нодирбек Абдусатторов |            |
| 2 | Аэрофлот Опен                             | Россия, Москва         | 28 февраля — 7 марта  | 140 (3)   | Ян Непомнящий          | Рихард Раппорт   | Андрей Есипенко       |            |
| 3 | Баку Опен                                 | Баку                   | 28 апреля — 6 мая     | 700       | Александар Инджич      | Баадур Джобава   | Вахап Шанал           |            |
| 4 | Матч за звание чемпионки мира по шахматам | Шанхай Чунцин          | 1 — 16 апреля         | 2         | Цзюй Вэньцзюнь         | Тань Чжунъи      | —                     | [ 1 ]      |

## Трансферы
| Шахматист                   | Откуда  | Куда     |
| --------------------------- | ------- | -------- |
| Баделько, Ольга Сергеевна   | Россия  | Австрия  |
| Гуревич, Владимир Яковлевич | Украина | Германия |
| Пилавов, Георгий Шаликович  | Украина | Россия   |

## Умерли
- Роберт Хюбнер (6 ноября 1948 — 5 января 2025)
- Петер Эндерс (2 февраля 1963 — 2 февраля 2025)
- Борис Спасский (30 января 1937 — 27 февраля 2025)
- Фридрик Олафссон (26 января 1935 — 4 апреля 2025)
- Петр Неуман (11 марта 1978 — 28 апреля 2025)
- Властимил Горт (12 января 1944 — 12 мая 2025)
- Борис Неведничий (19 мая 1939 — 26 мая 2025)
- Рэйчел Кротто (25 декабря 1958 — 4 июня 2025)
- Эдвин Бенд (9 сентября 1931 — 20 июня 2025)
- Тигран Налбандян (5 июня 1975 — 28 июня 2025)
- Лидия Семёнова (22 ноября 1951 — 4 июля 2025)